# Bèze
Bèze és un municipi francès, situat al departament de la Costa d'Or i a la regió de Borgonya - Franc Comtat. L'any 2007 tenia 714 habitants.

## Demografia

### Població
El 2007 la població de fet de Bèze era de 714 persones. Hi havia 273 famílies, de les quals 64 eren unipersonals (24 homes vivint sols i 40 dones vivint soles), 68 parelles sense fills, 105 parelles amb fills i 36 famílies monoparentals amb fills.
La població ha evolucionat segons el següent gràfic:
Habitants censats

### Habitatges
El 2007 hi havia 326 habitatges, 277 eren l'habitatge principal de la família, 30 eren segones residències i 19 estaven desocupats. 306 eren cases i 17 eren apartaments. Dels 277 habitatges principals, 236 estaven ocupats pels seus propietaris, 34 estaven llogats i ocupats pels llogaters i 7 estaven cedits a títol gratuït; 2 tenien una cambra, 13 en tenien dues, 25 en tenien tres, 58 en tenien quatre i 178 en tenien cinc o més. 193 habitatges disposaven pel capbaix d'una plaça de pàrquing. A 112 habitatges hi havia un automòbil i a 141 n'hi havia dos o més.

### Piràmide de població
La piràmide de població per edats i sexe el 2009 era:
| Homes | Edats   | Dones |
| ----- | ------- | ----- |
| 0     | 95 o +  | 0     |
| 0     | 90 a 94 | 0     |
| 0     | 85 a 89 | 4     |
| 0     | 80 a 84 | 0     |
| 12    | 75 a 79 | 8     |
| 16    | 70 a 74 | 20    |
| 20    | 65 a 69 | 12    |
| 12    | 60 a 64 | 12    |
| 12    | 55 a 59 | 8     |
| 28    | 50 a 54 | 36    |
| 40    | 45 a 49 | 16    |
| 32    | 40 a 44 | 52    |
| 16    | 35 a 39 | 8     |
| 12    | 30 a 34 | 16    |
| 32    | 25 a 29 | 20    |
| 20    | 20 a 24 | 8     |
| 32    | 15 a 19 | 20    |
| 20    | 10 a 14 | 12    |
| 28    | 5 a 9   | 24    |
| 8     | 0 a 4   | 8     |

## Economia
El 2007 la població en edat de treballar era de 457 persones, 374 eren actives i 83 eren inactives. De les 374 persones actives 351 estaven ocupades (192 homes i 159 dones) i 23 estaven aturades (11 homes i 12 dones). De les 83 persones inactives 24 estaven jubilades, 31 estaven estudiant i 28 estaven classificades com a «altres inactius».

### Ingressos
El 2009 a Bèze hi havia 274 unitats fiscals que integraven 733,5 persones, la mediana anual d'ingressos fiscals per persona era de 20.160 €.

### Activitats econòmiques
Dels 35 establiments que hi havia el 2007, 1 era d'una empresa alimentària, 2 d'empreses de fabricació d'altres productes industrials, 4 d'empreses de construcció, 7 d'empreses de comerç i reparació d'automòbils, 1 d'una empresa de transport, 4 d'empreses d'hostatgeria i restauració, 1 d'una empresa d'informació i comunicació, 1 d'una empresa immobiliària, 4 d'empreses de serveis, 3 d'entitats de l'administració pública i 7 d'empreses classificades com a «altres activitats de serveis».
Dels 6 establiments de servei als particulars que hi havia el 2009, 1 era una oficina de correu, 1 paleta, 3 electricistes i 1 perruqueria.
L'únic establiment comercial que hi havia el 2009 era una fleca.
L'any 2000 a Bèze hi havia 12 explotacions agrícoles.

## Equipaments sanitaris i escolars
El 2009 hi havia 1 escola maternal i 1 escola elemental.

## Poblacions més properes
El següent diagrama mostra les poblacions més properes.